# Wehrpflicht in Australien

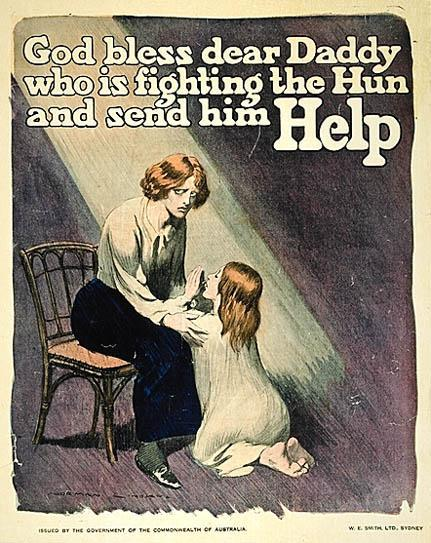
Werbeplakat der australischen Wehrpflicht-Befürworter, ca. 1915

Die Wehrpflicht in Australien (englisch: Conscription) gab in der Vergangenheit mehrfach Anlass zu politischen Auseinandersetzungen. In Australien existierten von 1903 bis 1980 zwei Armeen. Es gab die Australian Imperial Force (AIF), die aus Freiwilligen bestand, die an jedem Ort der Welt eingesetzt werden konnte. Diese Armee kämpfte im Ersten und Zweiten Weltkrieg außerhalb Australiens in Übersee. Daneben gab es die Commonwealth Military Force (CMF), auch Militia genannt, die nur bei einem Angriff auf das australische Territorium eingesetzt werden durfte und aus Wehrpflichtigen bestand. In den politischen Auseinandersetzungen ging es seit 1903 darum, die Commonwealth Military Force auch außerhalb des australischen Territoriums einzusetzen. Die Australier verhinderten den Einsatz der Armee von Wehrpflichtigen bis zum heutigen Tage außerhalb ihres Staates.

## Vor 1914
Unter dem Eindruck des Krimkriegs (1853–1856) erließ die Kolonialregierung von South Australia den Militia Act 1854, der sie ermächtigte Männer zur Teilnahme an militärischen Übungen über vier Wochen zu verpflichten. Es blieb lange Jahre bis zum Erlass des Defence Act 1894 unklar, ob es zulässig ist, sie außerhalb von South Australia einzusetzen. Erst nachdem 1894 dieses Gesetz in Kraft getreten war, konnten die zur Wehrübung Verpflichteten zum Kriegsdienst in andere australischen Kolonien beordert werden. Im Jahre 1896 wurde die Zwangsverpflichtung im Falle von nationaler Notwehr in South Australia gesetzlich bindend. Im Zweiten Burenkrieg (1899–1902) in Südafrika, der sich durch eine brutale Kriegsführung und die Einführung der ersten Konzentrationslager durch Großbritannien auszeichnete, stellte Australien 16.400 Soldaten, von denen 533 fielen und 583 verwundet wurden. Mit dieser Erfahrung erließ Australien, das 1901 ein eigenständiger Staat wurde, die Defence Acts von 1903 und 1904. Im Gesetz von 1903 war festgeschrieben, dass Wehrpflichtige nur innerhalb des australischen Staatsgebiets eingesetzt werden dürfen. Gegen die Verpflichtung zum Wehrdienst gab es eine heftige Gegenwehr der Australian Freedom League, in der Quaker und mehrere christliche Religionsgruppen organisiert waren. Ein Gesetz zur Zwangsverpflichtung zum Militärdienst in Friedenszeiten wurde vom australischen Parlament in der Regierungszeit des Premierministers Alfred Deakin im Jahre 1909 verabschiedet. Unter dem Eindruck der internationalen Konflikte vor dem Ersten Weltkrieg fand die Verpflichtung breite Unterstützung aller parlamentarischen Kräfte, einschließlich der in Opposition befindlichen Labour-Party.
Als die Australian Labor Party zur regierenden Partei gewählt war, ordnete sie die Wehrpflicht für junge Männer im Alter von 12 bis 26 Jahren ab dem 1. Januar 1911 an. Diese Anordnung wurde in der Realität unterlaufen, denn obwohl etwa 350.000 junge Australier im Alter von 10 bis 17 Jahren 1911–1915 davon betroffen waren, traten lediglich etwa 175.000 diesen Dienst an.

## Erster Weltkrieg

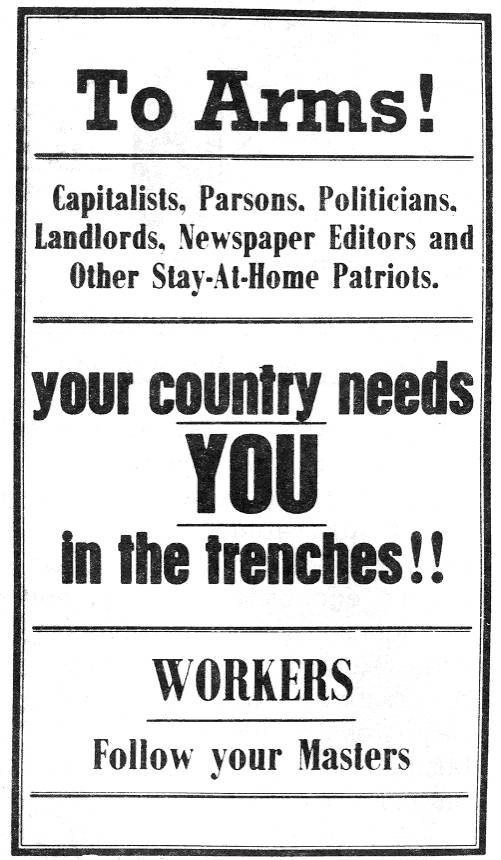
Anti-Wehrpflicht-Plakat aus 1916

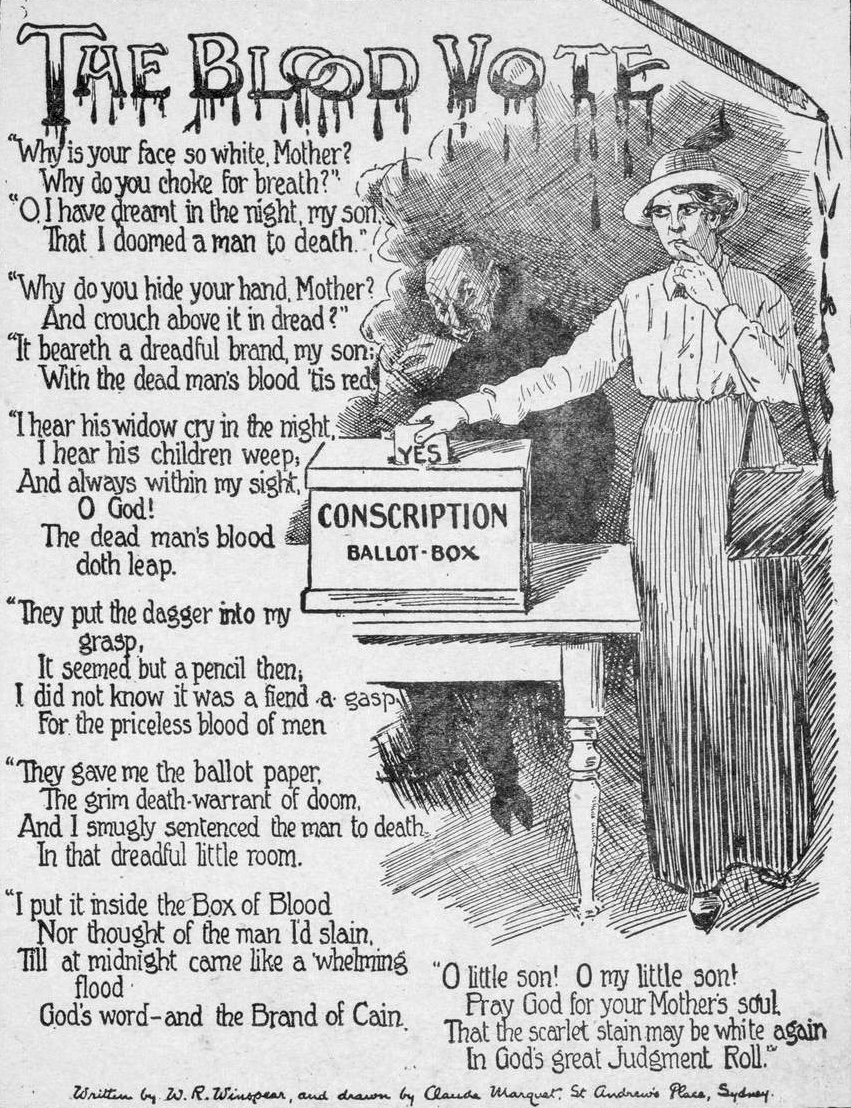
Anti-Wehrpflicht-Plakat aus 1917: Die blutige Stimmabgabe

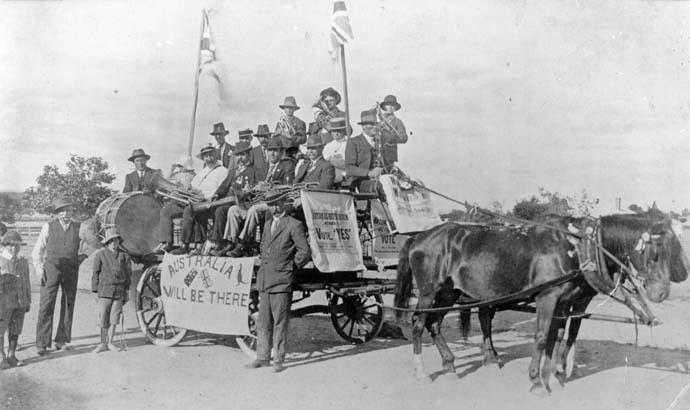
Werbung für die Wehrpflicht in Mingenew in Western Australia im Jahre 1917

Als der Erste Weltkrieg begann, meldeten sich derart viele australische Kriegsfreiwillige, dass nicht alle angenommen werden konnten. Die exportabhängige Wirtschaft Australiens, insbesondere der Absatz von Holz und Rohstoffen für die europäischen Märkte, ging während des Krieges zurück und Arbeitskräfte wurden freigesetzt. Diese Arbeitskräfte bildeten das Rekrutierungspotential des Militärs. Die Arbeitslosigkeit und die Inflation in Australien stieg im Verlauf des Krieges weiter an.
Berichte über steigende Kriegsopferzahlen und Details über die Schlacht von Gallipoli (die Invasion begann am 25. April 1915; Im Grabenkrieg bis Ende August bildete sich eine blutige Pattsituation heraus) und das weitere Kriegsgeschehen wurden bekannt. Die Kriegseuphorie sank und es meldeten sich kaum Freiwillige. Bereits im Juli 1915 verweigerten zehntausende junge Männer die Registrierung zum Dienst der Commonwealth Military Force.
In dieser Situation entschied die Regierung des Premierministers Billy Hughes, ein Mitglied der Australian Labor Party, ein Referendum (Volksabstimmung) zur Durchsetzung der Wehrpflicht aller 18- bis 60-jährigen Männer. Dieses politische Vorhaben löste heftige Debatten in Australien aus. Die Mehrheit der Australian Labor Party war dagegen. Frank Tudor, der Vorsitzende der Labour-Party, trat wegen dieser Politik als Mitglied der Hughes-Regierung zurück. James Scullin, ein späterer Premierminister Australiens forderte, dass alle Labour-Party-Mitglieder, die für die Wehrpflicht sind, ausgeschlossen werden. Chris Watson, ein früherer Premierminister und Mitbegründer der Labour-Party, wurde wegen seiner zustimmenden Haltung zur allgemeinen Wehrpflicht ausgeschlossen.
Die Volksabstimmung erfolgte am 28. Oktober 1916 und endete mit 1.087.557 Pro-Stimmen und 1.160.033 Gegen-Stimmen. Mit diesem Ergebnis war die Kriegsteilnahme der Wehrpflichtigen außerhalb Australiens nicht möglich. Nachdem Hughes am 14. November 1916 aus der Labour-Party ausgeschlossen wurde, gründete er die National Labor Party mit weiteren ausgeschlossenen Labour-Party-Mitgliedern und blieb dadurch Premierminister in einer Minderheitsregierung. Die National Labor Party schloss sich am 17. Februar 1917 mit der Commonwealth Liberal Party zur Nationalist Party of Australia unter Führung von Hughes zusammen.
Das innenpolitische Klima verschärfte sich nach der verlorenen Volksabstimmung und der War Precautions Act 1914 wurde angewendet. Dieses Gesetz ermöglichte es, diejenigen in Haft zu nehmen, die sich gegen die „Wehrhaftigkeit Australiens“ in Wort und Schrift wandten. In der Folge kam es zu Verhaftungen von Journalisten und auch von Mitgliedern sozialistischer Parteien, wie John Curtin, der sich Ende 1916 nicht zum möglichen Militärdienst registrieren ließ und deswegen kurzzeitig inhaftiert wurde. Curtin wurde im Herbst 1941 Premierminister von Australien. Aktive Unterstützung fanden die Gegner des Auslandseinsatzes Wehrpflichtiger durch den Erzbischof von Melbourne Daniel Mannix, den Premierminister von Queensland Thomas Joseph Ryan und durch die meisten Gewerkschafter Australiens.
Die Soldaten der Australian Imperial Force (AIF) wurden im Juli 1916 das erste Mal zum Kampf an der Westfront (Belgien/Nordfrankreich) eingesetzt und erlebten in Fromelles und in Pozières an der Somme eine sehr blutige „Feuertaufe“. Die enormen Verluste – 28.000 Mann in sieben Wochen – wühlten die australische Gesellschaft auf und führten einige Monate später dazu, dass bei einem Volksentscheid die Einführung der Wehrpflicht scheiterte.
Im Lauf des Jahres 1917 erlitten die Australier neben dem harten Winter und den schwierigen Lebensbedingungen in den Schützengräben weitere Opfer: zuerst am Abschnitt Bapaume-Bullecourt und dann im „Schlammloch von Passchendaele“ in Belgien.
Während des Rückzugs der Deutschen auf die Siegfriedstellung am 19. März 1917 erreichten die nachrückenden Australier die ausgebrannte Stadt Bapaume. Sie versuchten, die sich zurückziehenden Deutschen einzuholen und nahmen dabei die mittlerweile in Ruinen liegenden Dörfer Vaulx-Vraucourt, Morchies und Beaumetz ein. Dabei stießen sie immer wieder auf die feindliche Nachhut, mit der sie sich in Lagnicourt, Noreuil und Hermies blutige Verzögerungsgefechte lieferten. Schließlich erreichten sie am 9. April 1917 die Siegfriedstellung mit ihren dichten Stacheldrahtgürteln, tiefen Schützengräben, betonierten Unterständen,  MG-Nestern und Tunneln.
1917 beabsichtigte Hughes eine 7. Australische Division aufzustellen, wofür er 7000 Mann benötigte. Er setzte erneut eine Volksabstimmung am 20. Dezember 1917 an. Das Ziel dieser Abstimmung war, alle 20- bis 44-jährigen Australier zum Waffendienst außerhalb Australiens zu verpflichten. Daraufhin entstand eine heftige Debatte, die das Land erneut in zwei Lager spaltete. Dieses Referendum endete mit 1.015.159 Stimmen Pro-Stimmen und mit 1.181.747 Gegen-Stimmen. Die Ablehnung fiel deutlicher als anlässlich der ersten Abstimmung aus. Damit war Australien neben Südafrika eine Nation im Ersten Weltkrieg, die keine Wehrpflichtigen in den Krieg entsenden konnte.

## Zweiter Weltkrieg

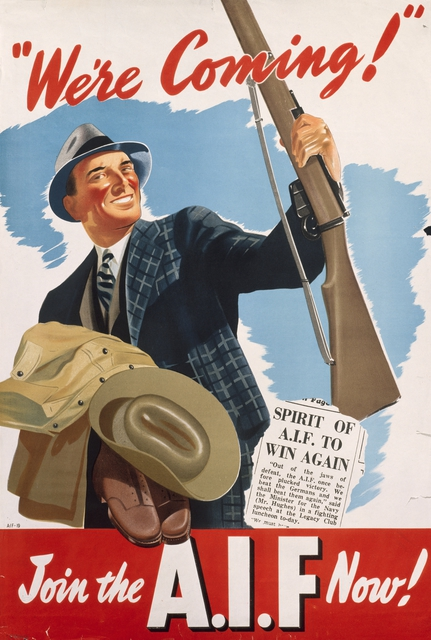
Werbeplakat der Australian Imperial Force im Jahre 1940

Nach dem Beginn des Zweiten Weltkriegs, kündigte der konservative Premierminister Robert Menzies am 2. Oktober 1939 an, dass alle unverheirateten Männer im Alter von 21 Jahren zu einem dreimonatigen Militärtraining bei der Commonwealth Military Force ab dem 1. Januar 1940 einberufen werden. Die Männer konnten aufgrund der herrschenden Gesetzeslage nur auf australischem Territorium eingesetzt werden. Am 15. November 1939 gab Menzies bekannt, dass Australien eine aktive Streitmacht von 75.000 Mann im Zweiten Weltkrieg benötigt.
Unter dem Eindruck des Kriegsgeschehens wurde Mitte 1942 ein Gesetz durchgesetzt, das die Möglichkeit bot alle Männer im Alter von 18 bis 35 und alle unverheirateten Männer von 35 bis 45 Jahren zur Commonwealth Military Force einzuberufen. Ein weiteres Gesetz wurde im Februar 1943 verabschiedet, genannt „Australia“, das die Möglichkeit eröffnete, militärische Kräfte der Commonwealth Military Force außerhalb des Kontinents Australiens einzusetzen – allerdings nur auf einem Gebiet, das als Southwest Pacific Area definiert wurde. Da Neuguinea seinerzeit Teil des australischen Territoriums war und japanische Kampfeinheiten dort angriffen, konnte die Commonwealth Military Force eingesetzt werden. Es kam in Neuguinea zu hohen australischen Verlusten an Menschenleben. Unter dem Eindruck vom Bombardements Australiens durch japanische Luftflotten und 20.000 kriegsgefangener australischer Soldaten im Jahre 1943, führte die Verabschiedung dieses Gesetzes lediglich zu vereinzelten Protesten. Die Australier nahmen diese gesetzliche Regelung in ihrer Mehrheit bis zum Ende des Zweiten Weltkrieges hin.

## Nachkriegsentwicklung
Nach dem Ende des Krieges wurde das australische Militärpersonal bis zum Ende des Novembers 1946 demobilisiert. Die Regierung von Robert Menzies erließ vor dem Hintergrund des Koreakrieges den National Service Act 1951. Alle in Australien nach dem 1. November 1950 geborenen Männer hatten im Alter von 18 Jahren 176 Tage Wehrdienst zu leisten und sich als Reserve fünf Jahre bereitzuhalten. Bei Kampfeinsätzen in Übersee konnten sie nicht eingesetzt werden. Die reguläre Armee bestand weiterhin nur aus Freiwilligen. Von 1951 bis 1959 wurden 500.000 Wehrpflichtige junge Männer registriert und lediglich 227.000 Männer leisteten Dienst bei der Commonwealth Military Force ab. Der National Service Act von 1951 wurde 1959 aufgehoben.

## Vietnamkrieg
Am 5. November 1964 erließ die konservative Regierung von Robert Menzies zur Zeit des Vietnamkrieges den National Service Act (1964). Alle 20-jährigen Männer hatten 24 Monate bei der Commonwealth Military Force zu dienen und sich anschließend drei Jahre lang als abrufbare Reserve bereitzuhalten. 1971 wurde dieser Dienst auf 18 Monate verkürzt.
Entsprechend dem Defence Act vom Mai 1965 konnten die Wehrpflichtigen zum Dienst in Übersee (wieder begrenzt auf die sogenannte South-West Pacific Area – die Vietnam nicht enthielt) verpflichtet werden. Im März 1966 gab die Regierung bekannt, dass die Wehrpflichtigen der Commonwealth Military Force in der regulären Australischen Armee kämpfen oder zur Unterstützung der US-amerikanischen Streitmacht in Vietnam eingesetzt werden können und es stand ihnen frei, den Dienst in der Commonwealth Military Force innerhalb von Australiens zu wählen. Zwischen 1965 und Dezember 1972 dienten über 800.000 Australier bei der Commonwealth Military Force, davon wählten lediglich 19.450 Freiwillige den Einsatz in Vietnam. Von ihnen wurden 200 getötet und 1279 verwundet.
Gegen die Wehrpflicht und den Einsatz von Australiern im Vietnamkrieg entwickelte sich die Bewegung Save Our Sons (deutsch: Rettet unsere Söhne) gegen Ende der 1960er Jahre. Sie entstand zuerst in Sydney, später in Melbourne, Brisbane, Perth, Newcastle und Adelaide. Im Jahre 1970 wurden fünf Mitglieder dieser Bewegung in Melbourne verhaftet, weil sie Flugblätter gegen die Wehrpflicht verteilten. Junge Männer bildeten eine Anti-Wehrpflicht-Organisation, die Youth Campaign Against Conscription. Die Nation war gespalten. Ein entschiedener Gegner der Beteiligung Australiens im Vietnamkrieg und der Wehrpflicht war Jim Cairns. Er war der engagierteste Organisator der Kampagnen gegen den Vietnamkrieg und wurde wegen seiner Haltung in seinem Haus überfallen und war danach monatelang krank. Etwa gegen 1969 drehte sich die öffentliche Meinung Australiens gegen den Vietnamkrieg. Einzelne junge Australier, wie John Zarb, der wegen seiner Verweigerung Wehrdienst zu leisten, zu einer Gefängnisstrafe verurteilt wurde und Aktionen gegen den Vietnamkrieg unter Beteiligung australischer Gewerkschaften, vor allem der Maritime Unions, sensibilisierten die Öffentlichkeit. Am 18. Mai 1970 kam es zu einer Großdemonstration gegen die Beteiligung Australiens im Vietnamkrieg von 150.000 bis 200.000 Personen, davon protestierten alleine 100.000 in Melbourne.
Im Oktober 1970 erklärte der Oppositionsführer Gough Whitlam, dass er alle australischen Truppen aus Vietnam abziehen werde, wenn er gewählt wird. Als Whitlam zum Premierminister gewählt wurde, hob die neue Labour-Regierung unter ihm die Wehrpflicht zur Commonwealth Military Force Ende Dezember 1972 auf.

## Seit 1980
Die Commonwealth Military Force wurde 1980 in Army Reserve umbenannt und den Strukturen der Armee Australiens angepasst. Die heutige australische Armee, die Australian Defence Force, umfasst etwa 53.000 Soldaten.